# Concerto số 1 cho horn (Richard Strauss)
Concerto số 1 cho horn, cung Mi giáng trưởng, Op. 11 là bản concerto của nhà soạn nhạc vĩ đại thế kỷ XX Richard Strauss. Tác phẩm được viết trong các năm 1882-1883. Đây là một tác phẩm nổi bật của phong cách đầu sự nghiệp của Strauss: không có gì thay đổi so với những gì cha ông dạy ở nhà, chỉ là theo khuôn mẫu của Felix Mendelssohn và Robert Schumann.